# Konstantin Tsiolkovskij

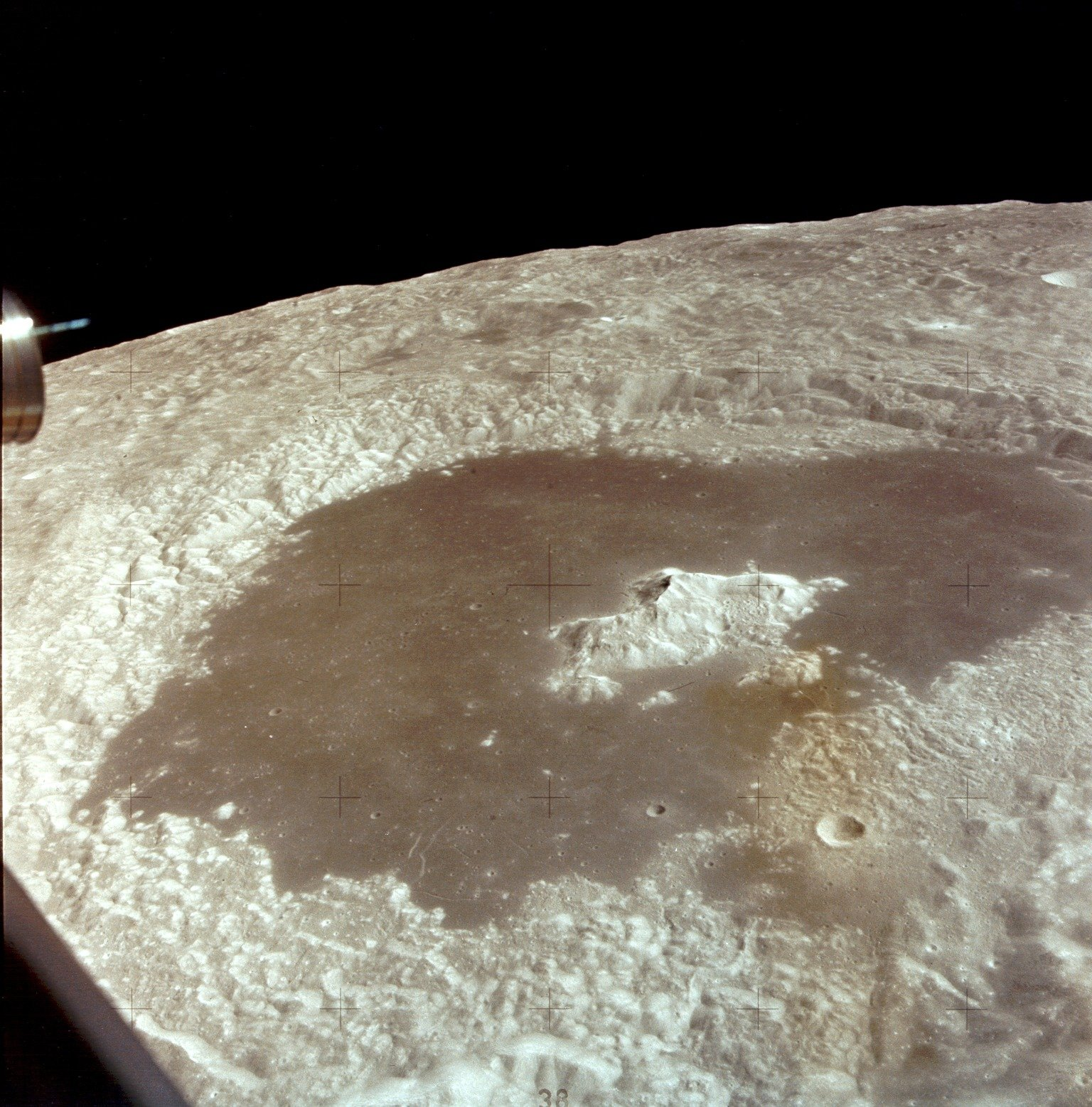
Tsiolkovskij-kratern fotograferad från Apollo 15's kommando- och servicemodul.

Konstantin Eduardovitj Tsiolkovskij (ryska: Константи́н Эдуа́рдович Циолко́вский), född 5 september 1857 i Izjevskoje i Rjazan oblast, död 19 september 1935 i Kaluga, var en rysk pionjär inom raketforskningen. Han räknas som rymdfartens fader och var den som gjorde banbrytande teoretiska akademiska arbeten. Han skrev Utforskandet av rymden genom reaktionsdrift som utgavs 1903. Det arbetet inspirerade grupper i både Ryssland/Sovjetunionen och Tyskland.

## Biografi
Konstantin Tsiolkovskij blev döv i nioårsåldern efter att ha haft scharlakansfeber. Därför kunde han inte gå i vanlig skola utan undervisades i hemmet. När han var 13 år dog hans mor. Han skickades till Moskva för studier i fysik, astronomi, mekanik och geometri. Efter tre år kallades han hem av sin far och blev lärare i matematik och fysik på hemorten. År 1882 blev han matematiklärare i en skola i Borovsk i Kaluga. Han hade vid samma tid gift sig med Varvara Sokolovaja och blivit far. Under den ryska revolutionen levde han tillbakadraget. 
Tsiolkovskij inspirerades av Jules Vernes science fiction-berättelser och började skriva egna historia om rymdfärder. Han tog med mer och mer fysikaliska och tekniska frågeställningar i sina berättelser som därmed utvecklades till teoretiska avhandlingar. Från omkring 1885 låg han bakom ett antal idéer om hur man skulle realisera rymdfärder. År 1886 offentliggjorde han sin studie Theoria Aerostatika och 1892 följde Aerostat Metallitscheski. Fram till sin död 1935 kom Tsiolkovskij ut med 35 böcker, artiklar och skrifter i ämnet. Hans arbete inspirerade raketutvecklingsgruppen GIRD.
I ett rum i sin våning byggde Tsiolkovskij den första vindtunneln i Ryssland och bestämde olika objekts luftmotstånd. Han började alltmer vidga sitt intresse åt raketforskning. Han insåg att de raketer som ditintills använts för fyrverkerier och militära ändamål skulle vara för svaga för att nå rymden. Istället föreslog han att man skulle använda flytande raketsbränsle. Höjdpunkten i hans arbete kom 1903 med Utforskandet av rymden genom reaktionsdrift som publicerades i en rysk tidskrift.
Tsiolkovskij räknas tillsammans med Hermann Oberth och Robert Goddard som pionjärerna inom rymdforskningen.
Hans tidigare hem i Kaluga är museum.

## Eftermäle
Den mest framträdande kratern på månens baksida, Tsiolkovskij-kratern, är döpt efter honom. Småplaneten 1590 Tsiolkovskaja belägen i asteroidbältet är döpt efter honom.

## Citat
"Jorden är mänsklighetens vagga, men man kan aldrig stanna i vaggan i evighet."